# Sporthilfe der Deutschen Bundespost Berlin
Unter der Bezeichnung Sporthilfe  oder Für den Sport gab die Deutsche Bundespost Berlin in den Jahren 1978 bis 1990 jährlich zwei oder drei Zuschlagmarken heraus. Den Erlös des Zuschlags bekam die Stiftung Deutsche Sporthilfe. Alle Briefmarken waren bis zum 31. Dezember 1991 frankaturgültig.
Weitere Zuschlagsmarken anderer Serien sind in den Artikeln Zuschlagmarke (Berlin), Wohlfahrtsmarken der Deutschen Bundespost Berlin enthalten. Für die Wohlfahrtsmarken der Weihnachtsserie gibt es mit Weihnachtsmarken der Deutschen Bundespost Berlin einen eigenen Artikel. Ebenso für die Jugendmarken der Deutschen Bundespost Berlin. Für die Marken zum Tag der Briefmarke, siehe Tag der Briefmarke (Berlin).
Während anfangs allgemeine Sportmotive vorherrschten, wurde später oft auf konkrete Ereignisse des Jahres verwiesen. Die Motive wurden teilweise in stilisierter oder verfremdeter Form dargestellt.

## Liste der Ausgaben und Motive
Legende
- Bild: Eine bearbeitete Abbildung der genannten Marke. Das Verhältnis der Größe der Briefmarken zueinander ist in diesem Artikel annähernd maßstabsgerecht dargestellt. Sollten keine Marken abgebildet sein, liegt es daran, dass das Urheberrecht des Künstlers noch nicht erloschen ist.
- Beschreibung: Eine Kurzbeschreibung des Motivs und/oder des Ausgabegrundes. Bei ausgegebenen Serien oder Blocks werden die zusammengehörigen Beschreibungen mit einer Markierung versehen eingerückt.
- Wert: Der Frankaturwert der einzelnen Marke in Pfennig. Ein „+“ bedeutet, dass es sich um eine Zuschlagsmarke handelt (= Frankaturwert + Spende).
- Ausgabedatum: Das Datum des erstmaligen Verkaufs dieser Briefmarke.
- Auflage: Soweit bekannt, wird hier die zum Verkauf angebotene Anzahl dieser Ausgabe angegeben.
- Entwurf: Soweit bekannt, wird hier angegeben, von wem der Entwurf dieser Marke stammt.
- Mi.-Nr.: Diese Briefmarke wird im Michel-Katalog unter der entsprechenden Nummer gelistet.

| Bild | Beschreibung                                                                                        | Werte in Pfennig | Ausgabe- datum   | Auflage   | Entwurf         | Mi.-Nr. |
|      | Sporthilfe 1978 - Radsport                                                                          | 50+25            | 13. April 1978   | 2.639.000 | Lorenz          | 567     |
|      | - Fechten                                                                                           | 70+35            | 13. April 1978   | 2.579.000 | Lorenz          | 568     |
|      | Sporthilfe 1979 - Staffellauf                                                                       | 60+30            | 5. April 1979    | 2.844.000 | Hoch            | 596     |
|      | - Bogenschießen                                                                                     | 90+45            | 5. April 1979    | 2.887.000 | Hoch            | 597     |
|      | Sporthilfe 1980 - Speerwerfen                                                                       | 50+25            | 8. Mai 1980      | 2.741.000 | Hoch            | 621     |
|      | - Gewichtheben                                                                                      | 60+30            | 8. Mai 1980      | 2.815.000 | Hoch            | 622     |
|      | - Wasserball                                                                                        | 90+45            | 8. Mai 1980      | 2.757.000 | Hoch            | 623     |
|      | Sporthilfe 1981 - Frauen-Gruppengymnastik                                                           | 60+30            | 10. April 1981   | 4.049.000 | Gerd Aretz      | 645     |
|      | - Volkslauf                                                                                         | 90+45            | 10. April 1981   | 3.462.000 | Gerd Aretz      | 646     |
|      | Sporthilfe 1982 - Leistungssport: Kurzstreckenlauf                                                  | 60+30            | 15. April 1982   | 3.204.000 | Buschfeld       | 664     |
|      | - Jugendsport: Volleyball                                                                           | 90+45            | 15. April 1982   | 3.090.000 | Buschfeld       | 665     |
|      | Sporthilfe 1983 - Europameisterschaften 1983 in den Lateinamerikanischen Tänzen, in Berlin          | 80+40            | 12. April 1983   | 2.762.000 | Rothacker       | 698     |
|      | - Eishockey-Weltmeisterschaft 1983, in Düsseldorf, Dortmund, München                                | 120+60           | 12. April 1983   | 2.752.000 | Rothacker       | 699     |
|      | Sporthilfe 1984 Olympische Sommerspiele 1984 in Los Angeles: - Hürdenlauf, Frauen                   | 60+30            | 12. April 1984   | 2.502.000 | Kefer und Münch | 716     |
|      | - Straßenradfahren, Frauen                                                                          | 80+40            | 12. April 1984   | 2.500.000 | Kefer und Münch | 717     |
|      | - Viererkajak, Frauen                                                                               | 120+60           | 12. April 1984   | 2.500.000 | Kefer und Münch | 718     |
|      | Sporthilfe 1985 - Basketball-Europameisterschaft der Männer, in Stuttgart, Leverkusen und Karlsruhe | 80+40            | 21. Februar 1985 | 3.170.000 | Rothacker       | 732     |
|      | - 50 Jahre Deutscher Tischtennis-Bund (DTTB)                                                        | 120+60           | 21. Februar 1985 | 2.610.000 | Rothacker       | 733     |
|      | Sporthilfe 1986 - Jugend-Europameisterschaften im Schwimmen, in Berlin                              | 80+40            | 13. Februar 1986 | 2.334.197 | Hoch            | 751     |
|      | - Weltmeisterschaften im Springreiten, in Aachen                                                    | 120+55           | 13. Februar 1986 | 1.985.523 | Hoch            | 752     |
|      | Sporthilfe 1987 - Deutsches Turnfest, in Berlin                                                     | 80+40            | 12. Februar 1987 | 2.922.000 | Hoch            | 777     |
|      | - Judo-Weltmeisterschaften, in Essen                                                                | 120+55           | 12. Februar 1987 | 2.404.000 | Hoch            | 778     |
|      | Sporthilfe 1988 - Olympische Sommerspiele 1988 in Seoul: Tontaubenschießen                          | 60+30            | 18. Februar 1988 | 2.428.000 | Schmitz         | 801     |
|      | - Olympische Winterspiele 1988 in Calgary: Eiskunstlauf                                             | 80+40            | 18. Februar 1988 | 2.948.000 | Schmitz         | 802     |
|      | - Olympische Sommerspiele 1988 in Seoul: Hammerwerfen                                               | 120+55           | 18. Februar 1988 | 2.403.000 | Schmitz         | 803     |
|      | Sporthilfe 1989 - Volleyball-Europameisterschaft der Damen, in Hamburg, Karlsruhe und Stuttgart     | 100+50           | 9. Februar 1989  | 2.712.000 | Hoch            | 836     |
|      | - Hockey Champions Trophy in Berlin                                                                 | 140+60           | 9. Februar 1989  | 2.289.000 | Hoch            | 837     |
|      | Sporthilfe 1990 - Wasserball                                                                        | 100+50           | 15. Februar 1990 | 3.225.000 | Gerd Aretz      | 864     |
|      | - Rollstuhl-Basketball                                                                              | 140+60           | 15. Februar 1990 | 3.279.000 | Gerd Aretz      | 865     |